# Iglesia de San Juan Evangelista (Melledes)
La iglesia de San Juan Evangelista es un edificio situado en el concejo español de Melledes, en la provincia de Álava.

## Descripción
El edificio se encuentra en el concejo español de Melledes, del municipio de Ribera Baja, perteneciente a la provincia de Álava, en la comunidad autónoma del País Vasco. Se menciona como iglesia parroquial del lugar en el undécimo volumen del Diccionario geográfico-estadístico-histórico de España y sus posesiones de Ultramar de Pascual Madoz, donde aparece descrita con las siguientes palabras: «igl. parr. (San Juan), servida por un beneficiado, que tambien sirve la de Igay, aunque reside en aquel». En el tomo de la Geografía general del País Vasco-Navarro dedicado a Álava y escrito por Vicente Vera y López, se dice lo siguiente: «La iglesia, dedicada á San Juan, depende de la parroquial de Igay».